# St-Jacques (Besançon)
Koordinaten: 47° 14′ 8,9″ N, 6° 2′ 37,7″ O

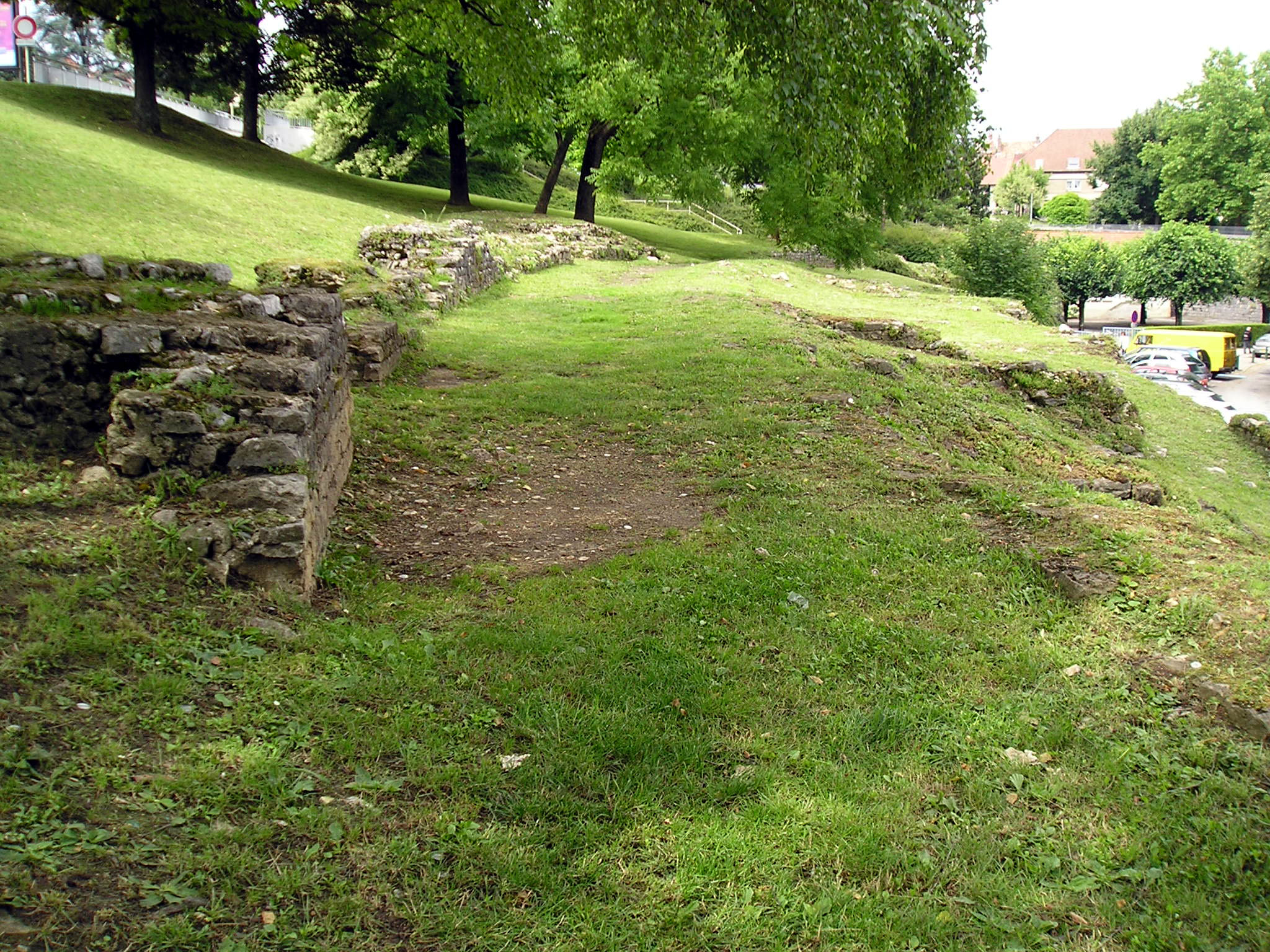
Reste der Kapelle Saint-Jacques in Besançon

Die Überreste der Kapelle Saint-Jacques aus dem 16. Jahrhundert liegen im Inneren des ehemaligen römischen Amphitheaters Arènes de Besançon (Besançon, Département Doubs).

## Lage
Reste der Kapelle liegen zum Teil auf dem Gebiet der ehemaligen Arènes de Besançon innerhalb des Lycée d'enseignement professionnel Condé im Stadtviertel Battant.
Im Mittelalter lag die Kapelle auf dem Gelände des römischen Amphitheaters und außerhalb der ersten Stadtmauer.

## Geschichte
Eine erste Kapelle wurde 899 geweiht und 977 zerstört. Sie ist in verschiedenen Bibliographien erwähnt, da sie mit «antikem Material» erbaut wurde und eine charakteristische Arkade besaß. Dies Arkade kann man immer noch von LEP Condé aus sehen.
1063 wird, anlässlich der Einweihung der Kirche Sainte-Madeleine, eine neue Kapelle erwähnt.
1182 wird das «Hôpital Saint Jacques» angebaut, um die Pilger unterbringen zu können. Aus diesem Gebäude wird das heutige Hôpital Saint-Jacques.
1301 wird die Kapelle wieder neu aufgebaut.
1885 entdeckt der Historiker und Archäologe Auguste Castan im Hof der ehemaligen Kaserne Condé die Ruinen der Kapelle aus dem 14. Jahrhundert.
Die Überreste wurden am 2. April 1927 zum Monument historique erklärt.